# 高橋浩二朗
高橋 浩二朗（たかはし こうじろう、1966年5月24日 - ）は、日本の俳優。エビス大黒舎所属。東京都出身。身長170cm、体重79㎏。

## 出演

### 映画
- 極道の妻たち 最後の戦い （1990年6月2日、山下耕作監督）
- YOSHIMOTO DIRECTOR'S 100
  - 『アンラッキー★パンダ』（2007年7月14日、タカ監督）
  - 『飛龍炎昇』（2007年11月24日、勝山慎司監督）[1]
- アウターマン（2015年12月5日、河崎実監督） - 佐藤海 役[2][3][4][5]

### テレビ
- 忠臣蔵（1985年12月30日・12月31日、日本テレビ）
- 長七郎江戸日記 　第1シリーズ117話『名君、会津に入る』（1986年12月16日、日本テレビ）
- 水戸黄門（TBS / C.A.L）
  - 第16部 第35話『赤べこが結ぶ夫婦の絆 -会津-』（1986年12月22日） - 中間 役
  - 第19部 9話『野望を砕く薪能〜鶴岡〜』（1989年1月20日） - 孝太郎 役
  - 第20部 32話『誘拐された御老公〜福井〜』（1991年6月17日） - 孝太郎 役
- 田原坂（1987年12月30日・12月31日、日本テレビ） - 土持政照 役
- 大岡越前　第10部16話（1988年6月13日、TBS）
- 長七郎江戸日記　第2シリーズスペシャル『ふたり長七郎・京の舞』（1988年12月27日、日本テレビ） - 松吉 役
- 五稜郭（1988年12月30日 - 31日、日本テレビ） - 大塚波次郎 役
- 樅ノ木は残った（1990年1月2日、日本テレビ）
- 八百八町夢日記　第22・27話（1990年4月24日・6月12日、日本テレビ）
- 次郎長三国志（1991年1月2日、テレビ東京）
- 八百八町夢日記2（1991年10月8日 - 1992年9月15日、日本テレビ） - レギュラー・木崎 役
  - 春スペシャル『国盗り夢物語』（1992年3月24日）
- 源義経（1991年12月31日、日本テレビ） - 菊王丸 役
- 名奉行 遠山の金さんIV　第16話『天誅暗殺団を狙う美人芸者』（1992年3月12日、テレビ朝日）
- 新撰組 池田屋の血闘（1992年10月2日、TBS）
- 半七捕物帳（1992年10月13日 - 1993年3月2日、日本テレビ） - レギュラー・清吉 役
- 風林火山（1992年12月31日、日本テレビ）
- 江戸を斬る（1994年1月31日 - 7月25日、TBS） - レギュラー・三太 役
- 大岡越前　第15部23話（1999年2月22日、TBS） - 脇田宗九郎 役
- 土曜ワイド劇場『作家 小日向鋭介の推理日記』第2作（1999年11月27日、テレビ朝日）
- 陰陽師　第8・10話（2001年5月22日・6月5日、NHK総合）

### 舞台
- 里見浩太朗公演
- 郷ひろみ公演
- 田村正和公演
- 松井誠公演
- 劇団若獅子公演
- 加藤剛公演
- 松平健公演
- 三宅島復興チャリティー公演 - 主演
- 蜘蛛の糸（1997年） - 主演
- 源義経（1997年） - 主演
- 唐人お吉（1998年） - 主演
- 喜劇『しあわせのコンドル食堂』（2014年6月11日 - 15日、ファインステージ公演）[6]
- 爆弾と3億とオヤジの純情（2015年6月17日 - 21日、サン・マルガン公演）[7]
- 竜小太郎陽春特別公演（2017年4月12日 - 23日、アイエス公演）[8]

### CM
- 日立製作所
- OBC『勘定奉行』